# Jostedalsbreen

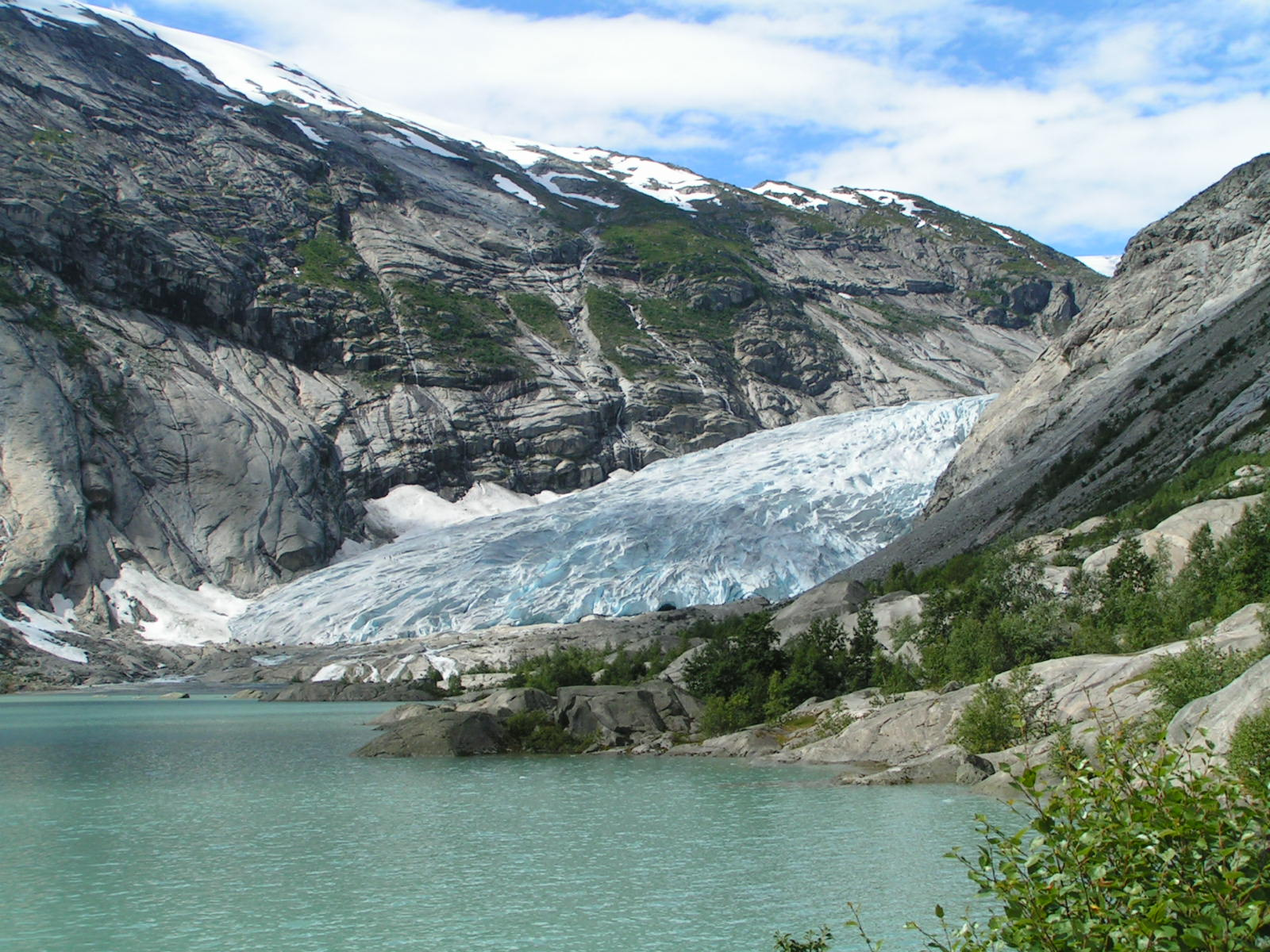
Nigardsbreen met het meer Nigardsbrevatnet

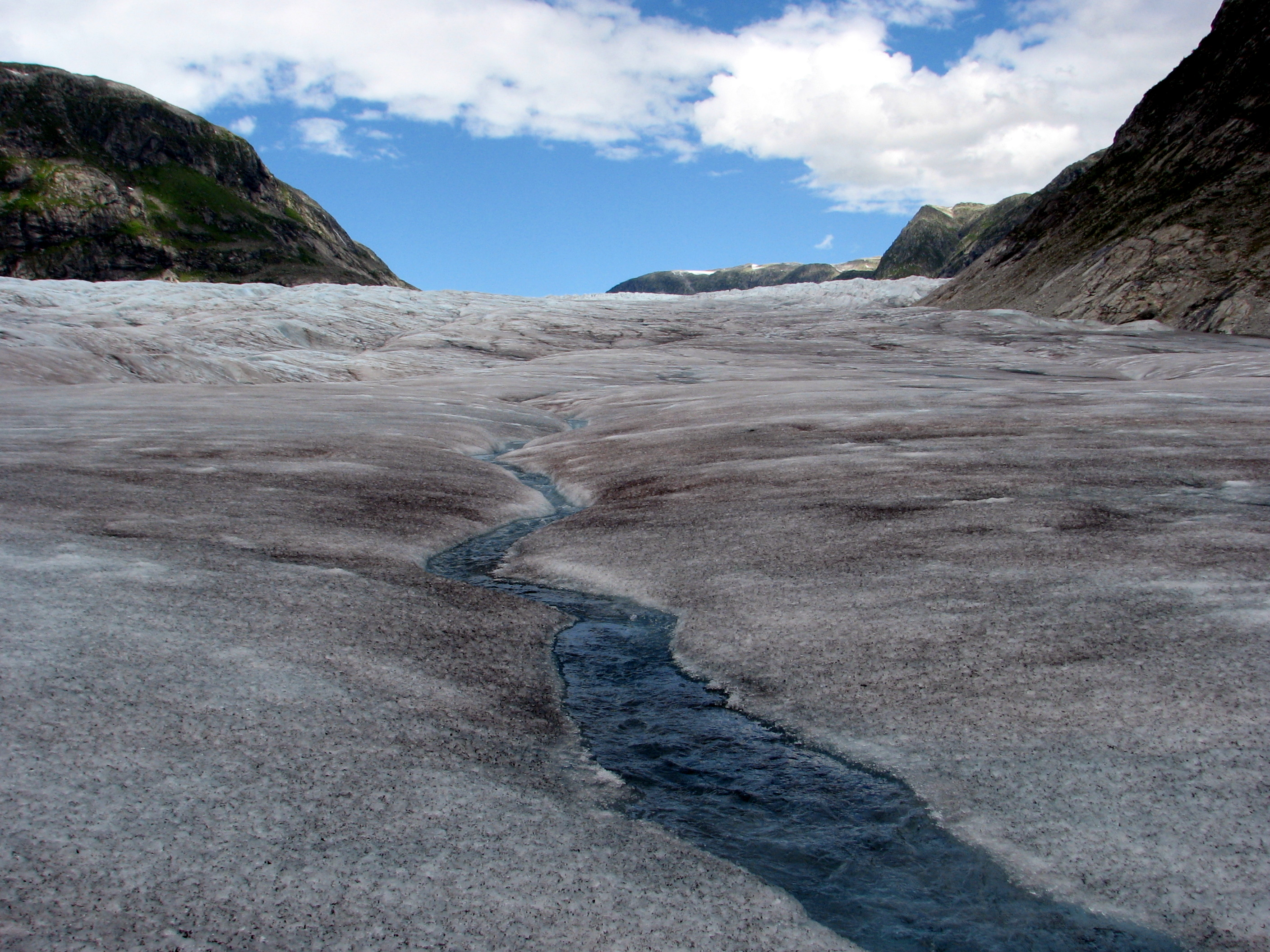
Tunsbergdalsbreen, een zijarm van de Jostedalsbreen

De Jostedalsbreen is een gletsjer in Noorwegen. Het is de grootste gletsjer op het vasteland van Europa.
De Jostedalsbreen bevindt zich in het noorden van de provincie Sogn og Fjordane aan de westkust van Zuid-Noorwegen. De gletsjer is in noordzuidelijke richting 100 kilometer lang en in oostwestelijke richting 15 kilometer breed. Het ijs kan een dikte hebben tot wel 500 meter. De totale oppervlakte bedraagt ongeveer 487 km².
Het plateau van gletsjers bevindt zich op een hoogte van 1600 tot 1900 meter. De hoogste top van de gletsjer is de Lodalskåpa (2083 meter). Het laagste punt is de Nigardsbreen, ongeveer 350 meter. Deze zijgletsjer van de Jostedalsbreen is voor de toeristen het referentiepunt van de gletsjers. Daarom ligt het bezoekerscentrum Breheimsenteret in de nabijheid.
De Jostedalsbreen is niet ontstaan tijdens de laatste ijstijd. Hij werd waarschijnlijk gevormd rond 500 v.C. In 1750 was er de zogenaamde kleine ijstijd. Toen hadden de gletsjers in Noorwegen hun grootste afmetingen. Sindsdien krimpen ze, en steeds sneller. Na de zomer van 2006 is er binnen een korte tijd 50 meter van de Briksdalsbreen, een zijarm van de Jostedalsbreen, weggesmolten. Dit snelle wegsmelten kan een gevolg zijn van de snelle opwarming van de aarde.
Het nationaal park Jostedalsbreen werd opgericht in 1991 en beslaat ongeveer 1310 km². Dichtbijzijnde plaatsen zijn Luster, Balestrand, Jølster en Stryn.

## Zijarmen
De Jostedalsbreen heeft diverse zijarmen, zoals de Nigardsbreen en Tunsbergdalsbreen gelegen in het Jostedal, de Briksdalsbreen bij Olden, de Bøyabreen bij Fjærland, de Kjenndalsbreen bij Loen, en Austerdalsbreen.

## Bezoekerscentra
Er zijn drie bezoekerscentra: het Breheimsenteret te Jostedal, het Jostedalsbreen Nasjonalparksenter te Stryn en het Norsk Bremuseum (Noors gletsjermuseum) te Fjærland.